# Garda Colli Mantovani Chardonnay
Il Garda Colli Mantovani Chardonnay è un vino DOC la cui produzione è consentita nella provincia di Mantova.

## Caratteristiche organolettiche
- colore: paglierino
- odore: fine, caratteristico, lievemente fruttato
- sapore: asciutto, fine, talvolta morbido

## Produzione
Provincia, stagione, volume in ettolitri
- nessun dato disponibile

2008